# Waikoloa Village
Waikoloa Village, stad i Hawaii County, Hawaii, USA med cirka 4 806 invånare (2000). Den har enligt United States Census Bureau en area på totalt 49,6 km², allt är land.